# 계림동 (상주시)
계림동(溪林洞)은 대한민국 경상북도 상주시의 동이다. 상주의 북동쪽에 위치하며 북쪽의 관문으로 시민운동장과 실내체육관 그리고 우석여자고등학교, 상산전자고등학교, 성신여자중학교, 상산초등학교 등 많은 학교들이 있으며 대단위의 아파트단지들이 위치하여 동의 총 40%가 아파트에 거주하는 신 주거공간으로 자리잡고 있는 동이다.

## 개요
상주시청에서 동북 방향 2km에 위치하여, 동쪽은 동문동, 서쪽은 북문동, 북쪽은 사벌면과 인접하고 있다. 국도 제25호선과 북천, 외서천이 동서를 통하고 기후가 온화한 평야지대로 시민운동장과 북천둔치 및 계산마을 앞 생활체육공원 등이 집중되어있고, 아파트(8단지)와 맨션 등이 많은 신주거 공간이다.

## 법정동
- 냉림동
- 낙상동
- 중덕동
- 화산동
- 계산동

## 교육
- 상산초등학교
  - 북부분교 (폐교) - 발산로 237 (중덕동)
- 성신여자중학교 (계산동)
- 우석여자고등학교 (계산동)
- 상산전자고등학교 (계산동)

## 역대 동장
- 1대 박두승 (1986.1.1 ~ 1992.2.6)
- 2대 권영진 (1992.2.7 ~ 1993.6.30)
- 3대 우재훈 (1993.7.1 ~ 1997.2.2)
- 4대 권만집 (1997.2.3 ~ 1997.7.10)
- 5대 함중호 (1997.7.11 ~ 2000.7.23)
- 6대 김종철 (2000.7.24 ~ 2002.7.18)
- 7대 김형기 (2002.8.5 ~ 2004.8.29)
- 8대 박강범 (2004. 8.30 ~ 2006.12.31)
- 9대 박병우 (2007. 2.28 ~ 2008.5.21)
- 10대 이종범 (2008.8.13 ~ 2010.8.15)
- 11대 황정웅 (2010.8.16 ~ 2011.7.19)
- 12대 김세호 (2011.7.20 ~ 2012.1.19)
- 13대 최건수 (2012.1.20 ~ 2013.7.21)
- 14대 조용문 (2013.7.22 ~ 2014.7.13)
- 15대 함창호 (2014.7.28 ~ 2015.1.14)
- 16대 허남영 (2015.1.15 ~ 2016.6.30)
- 17대 김상태 (2016.7.1 ~ 2017.6.30)
- 18대 전완 (2017.7.1 ~ 2018.7.17)
- 19대 이경호 (2018.7.18 ~ 2019.6.30)
- 20대 김영욱 (2019.7.1 ~ 2020.6.30)
- 21대 전용희 (2020.7.4 ~ 2022.12.31)
- 22대 채인기 (2023.1.1 ~  현재)